# Theodore M. Brantley
Pour les articles homonymes, voir Brantley.
Theodore M. Brantley (ou Brantly) (12 février 1851 - 16 septembre 1922) est le juge qui a servi le plus longtemps à la Cour suprême du Montana, siégeant 23 ans (1899-1922).

## Biographie
Theodore M. Brantley est né près de Lebanon, Tennessee. Il vient d'une famille politique dans le Tennessee, deux frères de sa mère sont élus gouverneur du Tennessee (Neill S. Brown en 1847, John Calvin Brown en 1871). Son frère, Erskine Brantly (1850-1936) est un éminent pasteur et responsable d'une école dans l'Oklahoma.  
Il fait ses études à l'université presbytérienne de Clarksville, Tennessee et à l'école de droit de l'université Cumberland, où il est diplômé en 1881. 
Il se marie en 1891 à Lois Reat et a 3 enfants - Théodore Lee, Lois Brown, et Neill Duncan Brantly. Neill Duncan Brantly (1897-1972) rejoint la marine et devient contre-amiral pendant la Seconde Guerre mondiale, commandant de navires à la Bataille du golfe de Leyte. Lois Brown Brantly (1894-1972) s'est mariée à Francis A. Hazelbaker, qui est lieutenant-gouverneur du Montana de 1929 à 1933.
Après avoir pratiqué le droit pendant plusieurs années, Brantly devient un professeur de langues anciennes, d'abord au collège de l'Illinois puis au Collège de Montana à Deer Lodge. Après être revenu au droit, Brantley est élu juge de district dans le 3e arrondissement judiciaire du Montana en 1892, puis juge en chef de la Cour suprême du Montana en novembre 1898. Il reste chef de la Justice jusqu'à la démission pour des raisons de santé, peu de temps avant sa mort, en 1922, à Helena, Montana.

## Patronyme
Le reste de la famille semble avoir préféré l'orthographe Brantly, sans le « e ». Beaucoup de sources, cependant, citent le nom de Théodore Brantley avec l'ajout de « e »,,.

## Postérité
Brantly Hall à l'université du Montana est nommé en l'honneur de l'épouse de Brantley, Lois, qui a servi en tant que directrice pendant de nombreuses années.